# Operationeel Ondersteuningscommando Land
Het Operationeel Ondersteuningscommando Land (OOCL) is de organisatie binnen de Koninklijke Landmacht waarin alle operationele ondersteuningstaken zijn samengebracht. Het betreft hier specialistische kennis en vaardigheid in uiteenlopende vakgebieden.

## Taken
De operationele eenheden zijn gelegerd op 22 locaties door heel Nederland, maar de belangrijkste locaties zijn Wezep, 't Harde, Garderen, en Ermelo. Het hoofdkwartier (HQ OOCL) is gevestigd op de Koning Willem III-kazerne in Apeldoorn. Het commando is met 5000 medewerkers de grootste eenheid van de landmacht.
OOCL werd in 2009 opgericht en kwam in de plaats van de gelijkertijd opgeheven 1 Logistieke Brigade en 101 Gevechtssteunbrigade. OOCL ondersteunt de inzet van Nederlandse militairen waar ook ter wereld. Daarnaast is een hoofdtaak van het commando de ondersteuning van nationale overheden, particulieren en bedrijven met specialistische hulp. Voorbeelden hiervan zijn:
- transport bij evacuatie
- opzetten van mobiele hospitaals
- bouw van noodbruggen
- andere ondersteuning op het gebied van logistiek, verbindingen, gezondheid en techniek.

Het logo van het OOCL is een vurige feniks tegen een groene achtergrond met een zwaard. Dit fabeldier symboliseert de diversiteit en het continue aanpassingsvermogen van het commando.

## Eenheden
- 400 Geneeskundig Bataljon
- 101 Geniebataljon
- VuursteunCommando (VustCo)
- Joint ISTAR Commando (JISTARC)
- Command & Control Ondersteuningscommando (C2OstCo)
- Explosieven Opruimingsdienst Defensie (EOD)
- Bevoorrading- en Transportcommando (B&TCo)
- 1 Civiel en Militaire Interactiecommando (1CMICo)
- Geneeskundig Commando (GnkCo)
- Ondersteuningsgroep CLAS
- Hoofdkwartier OOCL

## Materieel
Hieronder een lijst van het belangrijkste materieel van dit commando:
- veldhospitalen
- mobiele drinkwaterinstallaties
- mobiele satellietkeukens (MSK)
- boorinstallaties voor drinkwatervoorziening
- 12 eind-pontons en 24 tussenpontons, geschikt voor maximaal 6 noodbruggen
- Fennek-pantservoertuigen
- TPz Fuchs-wielvoertuigen voor elektronische oorlogsvoering (EOV)
- Scania-wissellaadsystemen
- DAF-trekkeropleggers
- Boeing ScanEagle, Boeing Insitu RQ-21 Blackjack, AeroVironment RQ-11 Raven en PD-100 Black Hornet onbemande luchtvaartuigen
- verkenningsboten
- EOD-ruimvoertuigen, EOD-robots, EOD-bommenpak